# Joachim Zeller
Joachim Zeller (n. 1 iulie 1952, Opole, Polonia – d. 2 martie 2023, Berlin, Germania) a fost un politician german de origine poloneză, membru al Parlamentului European (MEP) din 2009 până în 2019. A fost membru al Uniunii Creștin Democrate, parte a Partidului Popular European.

## Viața timpurie și cariera
Născut în Opole, Silezia Superioară, Zeller a urmat cursurile Universității Humboldt din Berlin. Din 1977 până în 1992, a fost angajat la biblioteca universității ca asociat în cercetare. Din 1996 până în 2006, a ocupat funcția de primar al cartierului berlinez Mitte.

## Membru al Parlamentului European, 2009–2019
Zeller a devenit pentru prima dată deputat în Parlamentul European la alegerile europene din 2009. În primul său mandat, între 2009 și 2014, a făcut parte din Comisia pentru dezvoltare regională. Din 2014, a fost membru al Comisiei pentru control bugetar.
Din 2009, Zeller a fost membru al delegației parlamentului la Comitetul parlamentar de cooperare UE-Rusia. În 2014, el s-a alăturat și delegației la Adunarea Parlamentară Paritară ACP-UE.
Zeller a monitorizat în mod regulat alegerile în numele Parlamentului European. El a fost membru al misiunii de monitorizare a parlamentului, formată din 15 membri, pentru alegerile parlamentare din Ucraina din 2012, condusă de Pawel Kowal.  De asemenea, a participat la următoarea misiune de monitorizare în timpul alegerilor parlamentare din Ucraina din 2014, de această dată condusă de Andrej Plenković.  Ulterior, a reprezentat Parlamentul European în misiunea internațională de observare a OSCE/ODIHR pentru alegerile parlamentare din 2019 din Republica Moldova. 
În aprilie 2018, Zeller a anunțat că nu va candida la alegerile europene din 2019, și va demisiona din politica activă până la sfârșitul mandatului parlamentar. 

## Controverse
În timpul alegerilor prezidențiale din Azerbaidjan din 2013, Zeller a participat la misiunea oficială de observare a alegerilor a Parlamentului European, condusă de Pino Arlacchi; Raportul rezultat asupra alegerilor a fost ulterior criticat ca fiind mult mai amabil decât verdictul Organizației pentru Securitate și Cooperare în Europa, care a constatat probleme semnificative în fiecare etapă a campaniei, inclusiv intimidarea candidaților și alegătorilor, umplerea urnelor de vot, și intimidarea jurnaliștilor. 
În aprilie 2012, Zeller a fost unul dintre cei 28 de politicieni din PE care au votat împotriva unei mișcări de restricționare a exportului de echipamente de spionaj și instrumente de cenzură către regimurile autocratice. 

## Moartea
Zeller a murit în martie 2023, la vârsta de 70 de ani.